# زي إي تي سي بوليوود
زي إي تي سي بوليوود هي قناة تلفزيونية تجارية هندية خاصة ببوليوود. تلبي القناة تطلعات الجمهور في منطقة آسيا والمحيط الهادي، عبر بثها لبرامج باللغة الإنجليزية والهندية. إي تي سي هي قناة تلفزيونية فضائية هندية يقع مقرها في مومباي، ماهاراشترا، وهي قناة موسيقية تبث طيلة اليوم. أما شبكة زي فقد تم تأسيسها من قبل سوباش تشاندرا، وتم إطلاقها في الهند في 1 أكتوبر 1992.